# Liste der Monuments historiques in La Villeneuve-au-Châtelot
Die Liste der Monuments historiques in La Villeneuve-au-Châtelot führt die Monuments historiques in der französischen Gemeinde La Villeneuve-au-Châtelot auf.

## Liste der Immobilien
| Bezeichnung                          | Beschreibung                                                                                                 | Standort                      | Kennzeichnung | Schutzstatus | Datum | Bild           |
| ------------------------------------ | --- | ----------------------------- | ------------- | ------------ | ----- | -------------- |
| Archäologische Fundstätte Les Grèves | latène- und kaiserzeitliches Heiligtum, ab dem 3. Jahrhundert v. Chr. bis ins 5. Jahrhundert n. Chr. genutzt | westlich des Ortes (Lage)     | PA00078310    | Inscrit      | 1982  |                |
| Gallorömische Töpferwerkstätten      | 18 Töpferöfen, Werkstattanlagen, 1. und 2. Jahrhundert n. Chr.                                               | nordwestlich des Ortes (Lage) | PA00078311    | Classé       | 1937  |                |
| Kirche Assomption-de-la-Vierge       | ab dem späten 12. Jahrhundert                                                                                | Rue de l’Église (Lage)        | PA00078309    | Inscrit      | 1926  | weitere Bilder |